# Matthias Lanzinger
Matthias Lanzinger (nacido el 9 de diciembre de 1980) es un exesquiador paralímpico austríaco.

## Carrera
En 2000 fue el campeón del Mundo Junior, y se llevó el título general de la Copa de Europa en 2004. Terminó tercero en la Super-G World Cup en Beaver Creek el 1 de diciembre de 2005. Este fue su único podio en la Copa del Mundo. Después del accidente que derivó en la amputación de su pierna, se convirtió en un atleta paralímpico.

### Accidente y amputación

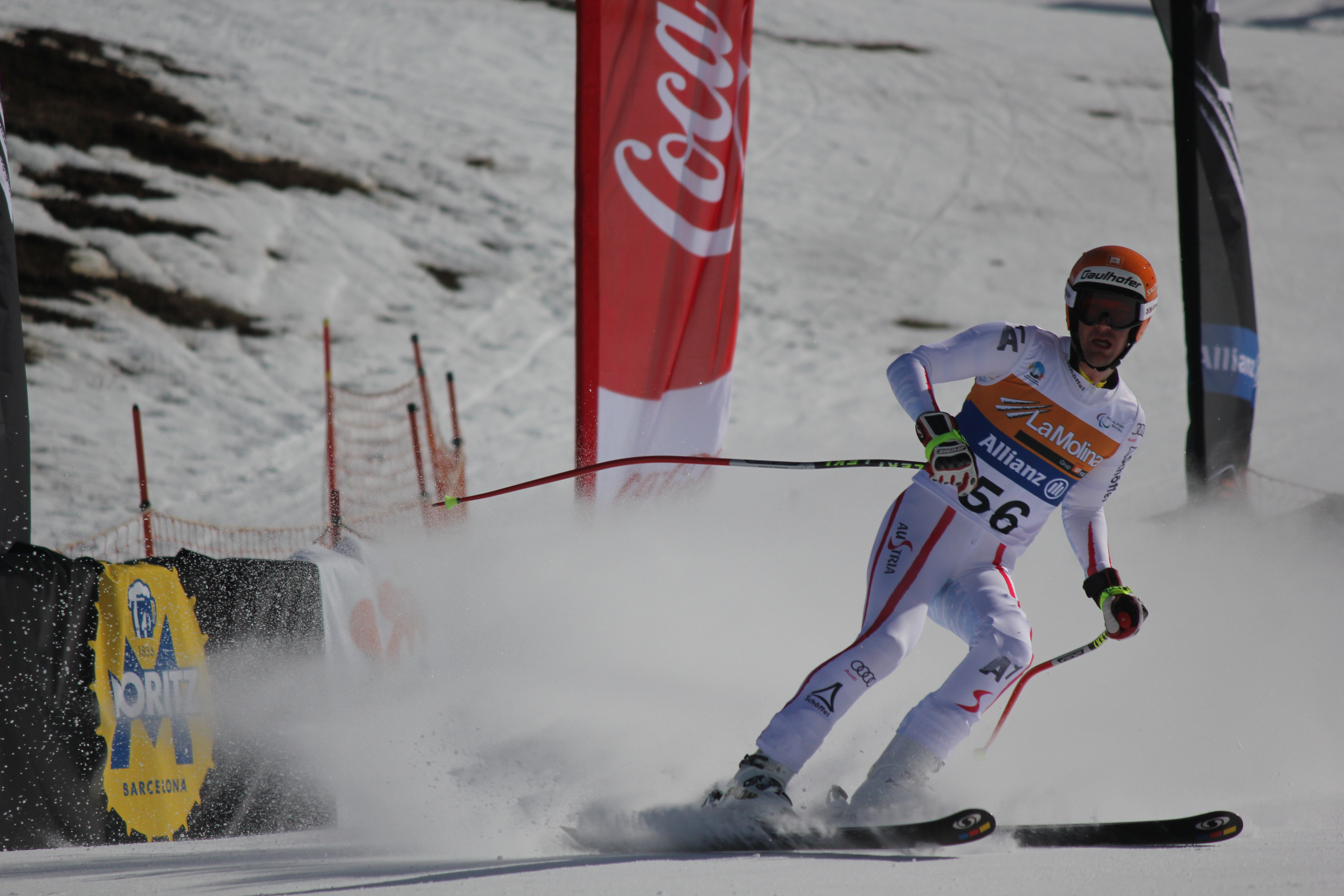
Lanzinger en el evento Super G en el IPC Alpine World Championships 2013

El domingo 2 de marzo de 2008 durante una carrera de Super-G de la Copa Mundial en Kvitfjell, Noruega, se estrelló contra una puerta, cayendo por la empinada cuesta. Un factor que contribuyó a la gravedad de la lesión fue el hecho de que el mecanismo de liberación de una de sus fijaciones de esquí no se activó de inmediato. Su pierna, ya rota, no proporcionaba la resistencia necesaria para abrir el mecanismo. Sufrió una fractura abierta en la pierna. Inicialmente fue transportado fuera de la pendiente usando un trineo, luego fue llevado en helicóptero privado (rápidamente reacondicionado para permitir su transporte) al hospital de Lillehammer donde se realizó la cirugía y luego al Hospital de la Universidad de Ullevål en Oslo en helicóptero ambulancia para una nueva cirugía debido a problemas con la circulación sanguínea en la pierna. El martes por la mañana, después de la tercera cirugía, la segunda para restaurar la circulación sanguínea en su pierna izquierda, los médicos anunciaron que tendría que ser amputada debajo de la rodilla. Después de la cirugía hecha por el Dr. Thomas Hölzenbein, su condición se describió como "estable", y se afirmó que "podría haber muerto" sin la amputación porque la pierna estaba prácticamente muerta debajo de la rodilla. El tratamiento de la lesión durante las primeras horas ha sido criticado, y algunos comentarios sostienen que una mejor atención a la circulación sanguínea tempranamente podría haber salvado su pierna. La seguridad de la pendiente en Kvitfjell también fue criticada. La federación austriaca de esquí ha declarado que continuarán apoyándolo tanto personal como públicamente.
En 2010, el defensor de los pacientes noruego descubrió que Lanzinger no había recibido un tratamiento adecuado para sus lesiones y tenía derecho a una compensación monetaria del Hospital Universitario de Ullevål.

## Carrera paralímpica
Al salir del hospital después de su amputación, tuvo la intención de poner fin a su carrera de esquí, y estudió marketing. Posteriormente reanudó el entrenamiento con su entrenador Manuel Hujara, pero esta vez dentro del campo del deporte adaptado. Calificó como parte de la delegación de Austria en los Juegos Paralímpicos de Invierno 2014 en Sochi, para competir en esquí alpino. Se alzó con dos medallas de plata en los Juegos en los eventos Super G y Combinado. Lanzinger anunció su retiro durante el Campeonato Mundial de Esquí Alpino IPC 2015, donde obtuvo medallas de plata en descenso y Super G y bronce en eslalon gigante y Super Combinado.